# Deák Ferenc (táblabíró)
Idősebb kehidai Deák Ferenc (Kehida, Zala vármegye, 1761. június 15. – Kehida, Zala vármegye, 1808. január 25.) Zala vármegye táblabírája, zalai főszolgabíró, földbirtokos. Deák Ferencnek, a „Haza Bölcsének” az édesapja.

## Élete

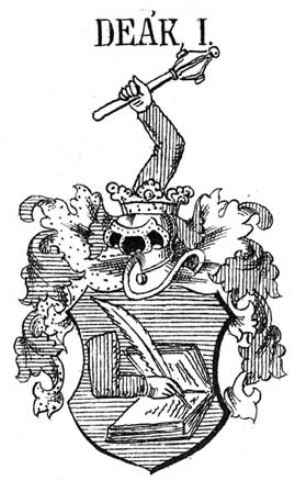
A kehidai Deák család címere (rajz)

A Zala vármegyei nemesi származású kehidai Deák család sarja. Édesapja nemes Deák Gábor (1728–1788), táblabíró, édesanyja hertelendi és vindornyalaki Hertelendy Anna (1743–1803). Idősebb Deák Ferencnek volt egy öccse, kehidai Deák József (1764-1831), táblabíró, főhadnagy. Deák Ferenc édesanyja, Hertelendy Anna 1768-ban a veszprémi püspökség Szentszékén válópert kezdeményezett, majd férje, Deák Gábor és gyermekei Zalatárnokra vonultak vissza. A botrányos magánéletet tartó Hertelendy Anna Kehidát saját kezébe vette, és gyermekeivel alig tartotta a kapcsolatot, leginkább adósságokat hagyott hátra nekik. Keresztszülei mezőszegedi Szegedy Ferenc és báró Vécsey Istvánné tolnai Festetics Judit úrnő voltak.
1784. október 12-én a vármegye főispánja Deák Ferencet a zalaegerszegi járás alszolgabírájává nevezte ki, azonban másfél év múlva, 1786 márciusában lemondott. 1786. július 14-e és 1790. április 7-e között a kapornaki járás főszolgabírajaként tevékenykedett. 1790. április 7-e és 1795. május 4-e között a zalalövői járás alszolgabirája volt. 1791. május 30-án Zala vármegye táblabírájává nevezte ki az örökös főispán.
Deák Ferenc és öccse, Deák József 1803. május 24-én Kehidán szerződést kötöttek a földbirtokai felosztása ügyében: a legidősebb testvérnek jutott a söjtöri és a tófeji nemesi „udvarhely” a hozzátartozó majorsági és úrbéres földekkel, rétekkel és szőlőkkel, a legfiatalabbnak a tárnoki és a hahóti birtok a muraközi szőlőkkel.
Feleségét, szarvaskendi és óvári Sibrik Erzsébet (1768–1803) asszonyt 1803. október 17-én vesztette el, amikor az asszony belehalt ifjabb Deák Ferenc fiuk szülésébe. Idősebb Deák Ferencet nagyon megviselte felesége halála, saját csecsemő gyerekében látta a felesége gyilkosát: ezért az újszülött gyermeke neveltetését öccsére, Deák Józsefre bízta, aki Tárnokon nőtt fel.
Idősebb Deák Ferenc 1808. január 25-én Kehidán hunyt el.

## Házassága és gyermekei
Deák Ferenc 1788. június 19-én Csécsényben vette el szarvaskendi és óvári Sibrik Erzsébet (Csécsény, 1768. március 25. – Söjtör, 1803. október 17.) úrleányt, szarvaskendi és óvári Sibrik Antal (1737–1797), Győr vármegye alispánjának és felsőeőri Bertha Klárának (1748–1772) a lányát. Az esküvői tanúk nemes Deák Mihály, ügyvéd, földbirtokos és keresztúri Keresztúry Gábor földbirtokos voltak. Házasságukból született:
- kehidai Deák Antal József (Söjtör, 1789. április 15. – Kehida, 1842. június 20.),[7] táblabíró, Zala vármegye alispánja, országgyűlési követ.
- kehidai Deák Jozefa Klára (Söjtör, 1791. február 14. – Paks, 1853. október 13.),[8][9] férje nemeskéri Kiss József (Miszla, 1786. július 16. – Paks, 1829. március 15.), Tolna vármegye táblabírája, földbirtokos.[10][11]
- kehidai Deák János Eduárd (Söjtör, 1792. május 17. – Söjtör, 1796. január 10.)[12][13]
- kehidai Deák Klára Emília (Söjtör, 1793. október 28. – Pusztaszentlászló, 1859. december 26.),[14][15] férje nyírlaki Tarányi-Oszterhuber József Mihály (Sümeg, 1792. március 1. – Pusztaszentlászló, 1869. január 10.), Zala vármegye alispánja, táblabíró, földbirtokos.
- kehidai Deák Gábor József (Söjtör, 1795. február 4. – 1795)[16]
- kehidai Deák Ferenc Szerafin Ignác (Söjtör, 1800. április 18. – Söjtör, 1801. július 23.)[17][18]
- kehidai Deák Ferenc Antal (Söjtör, 1803. október 17. – Budapest, 1876. január 28.),[19] politikus, országgyűlési követ, miniszter, a „Haza Bölcse”.